# Медведево (Голишмановський міський округ)
Медве́дево (рос. Медведево) — село у складі Голишмановського міського округу Тюменської області, Росія.
Населення — 899 осіб (2010, 842 у 2002).
Національний склад станом на 2002 рік:
- росіяни — 88 %